# Hugo Ziegler
Hugo Axel Johan Ziegler, född den 4 juli 1852  i Karlstad, död där den 13 juli 1927, var en svensk militär och företagsledare.
Ziegler blev underlöjtnant vid Värmlands regemente 1872, löjtnant där 1877 och kapten 1892. Han beviljades avsked 1903. Ziegler var verkställande direktör i Karlstads spritförsäljningsaktiebolag 1891–1918, i Karlstads glasbruk 1901–1918, i Karlstads kol- och koksaktiebolag 1890–1915 och i Sandö glasbruk 1915–1918. Han var stadsfullmäktig 1899–1918 (ordförande från 1915). Ziegler blev riddare av Svärdsorden 1894, av Carl XIII:s orden 1913 och Nordstjärneorden 1921. Han vilar på Östra kyrkogården i Karlstad.